# Miroirs No. 3
Miroirs No. 3 (englischsprachiger Titel: Mirrors No. 3) ist ein deutscher Spielfilm von Christian Petzold aus dem Jahr 2025. Das Drama stellt eine junge Pianistin in den Mittelpunkt, die nach dem Unfalltod ihres Lebensgefährten Aufnahme bei einer fremden Familie findet. Schon bald stößt sie auf dunkle Familiengeheimnisse und hinterfragt die ihr dargebrachten, scheinbar ehrbaren Motive. Die Hauptrollen übernahmen Paula Beer, Barbara Auer, Matthias Brandt und Enno Trebs. Der Titel des Films bezieht sich auf ein Klavierstück Maurice Ravels. Der Film wurde im Mai 2025 im Rahmen der Internationalen Filmfestspielen in Cannes uraufgeführt. Ein regulärer Kinostart in Deutschland ist für Anfang Oktober 2025 vorgesehen.

## Handlung
Die ambitionierte Pianistin Laura studiert an der Universität der Künste in Berlin. Sie hat das Gefühl, dass ihr die Musik und ihr Leben entglitten sind. Als die junge Frau mit ihrem Lebensgefährten einen Wochenendausflug ins Umland macht, verliert dieser die Kontrolle über das Auto. Während Laura den schweren Unfall unverletzt überlebt, kommt ihr Freund ums Leben. Die Familie einer Frau, die das Geschehen beobachtet hat, nimmt Laura bei sich auf. In deren Haus am Rande eines Weilers findet sie Zuflucht, Trost und Unterstützung. Sowohl Laura als auch die auf den ersten Blick unglückliche Familie beginnen aufzublühen und es entsteht ein Miteinander. Laura stößt aber bald auf dunkle Geheimnisse und sie muss feststellen, dass etwas mit der Familie nicht stimmt. Deren Motive, sich um sie zu kümmern, sind nicht so ehrbar, wie es zunächst den Anschein hatte.

## Hintergrund

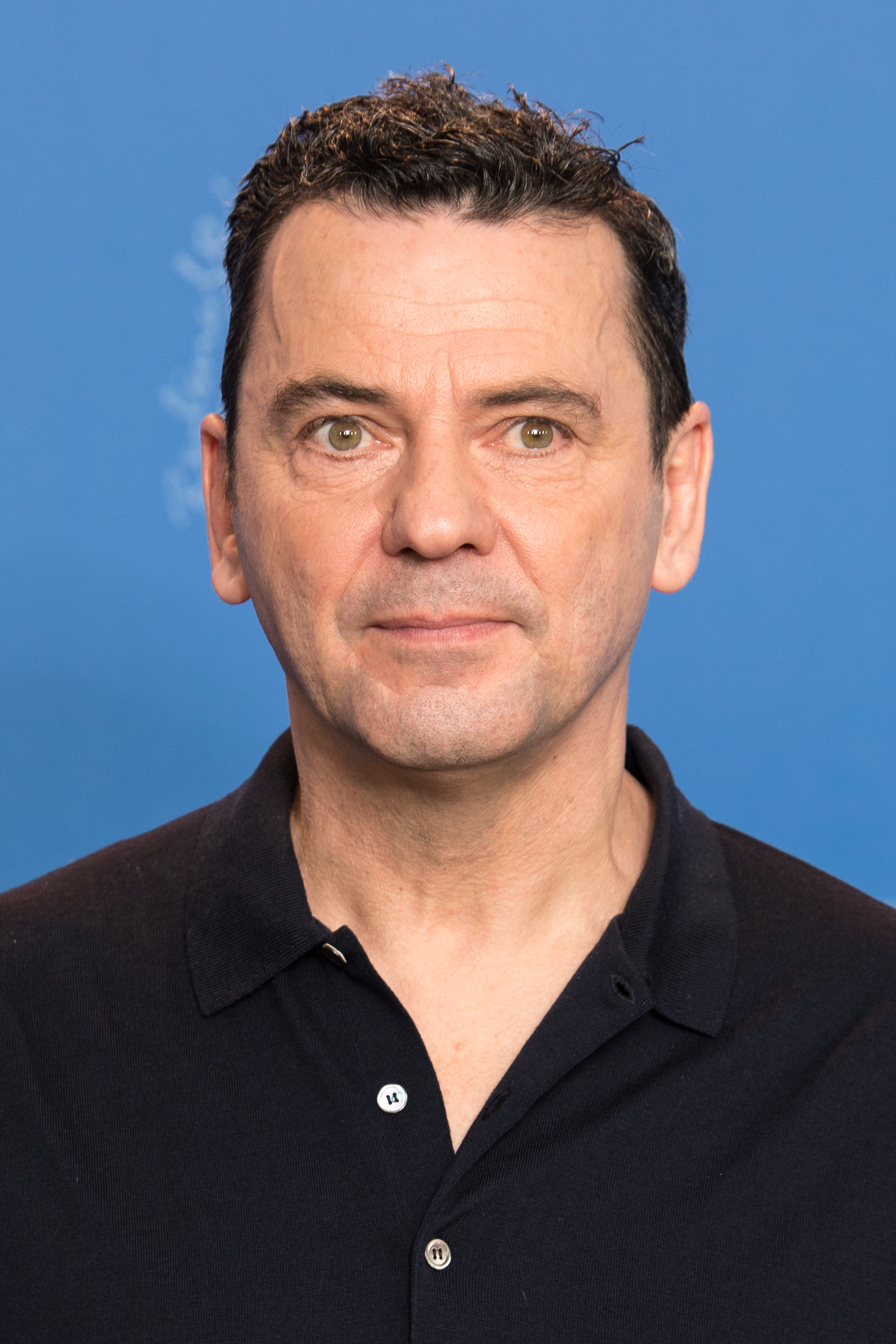
Christian Petzold (2024)

Für Christian Petzold ist Miroirs No. 3 der 19. realisierte Spielfilm als Filmregisseur und Drehbuchautor. Der Titel bezieht sich auf das Stück Une barque sur l’océan (Eine Barke auf dem Ozean) aus Maurice Ravels Klavierzyklus Miroirs, einem der Schlüsselwerke des französischen Impressionismus. Erneut trat bei dem Projekt sein langjähriges Produzententeam um Florian Koerner von Gustorf, Michael Weber und Anton Kaiser (Schramm Film Koerner Weber Kaiser GbR) in Erscheinung. Auch verpflichtete Petzold mit Paula Beer in der Hauptrolle der Laura, Barbara Auer, Matthias Brandt und Enno Trebs Darsteller, mit denen er bereits zuvor an Film- beziehungsweise Fernsehprojekten zusammengearbeitet hatte. Beer hatte Hauptrollen in seinen letzten drei Kinoproduktionen Transit (2018), Undine (2020) und Roter Himmel (2023) bekleidet. Bei den Dreharbeiten wurde sie von der Berliner Konzertpianistin Adriana von Franqué unterstützt, die für den Film auch das titelgebende Musikstück sowie Frédéric Chopins Prelude No. 4 einspielte.
Für Barbara Auer war es die siebte Kooperation mit Petzold nach den Kinofilmen Die innere Sicherheit (2000), Yella (2007) und Transit sowie der Krimireihe Polizeiruf 110 (Kreise, 2015; Wölfe, 2016; Tatorte, 2018), in dem sie an der Seite von Matthias Brandt zu sehen gewesen war. Brandt war zusätzlich Darsteller einer Nebenrolle in Roter Himmel. Für Enno Trebs war es die dritte gemeinsame Zusammenarbeit nach einem Statistenpart als Kellner in Undine und einer Nebenrolle in Roter Himmel.

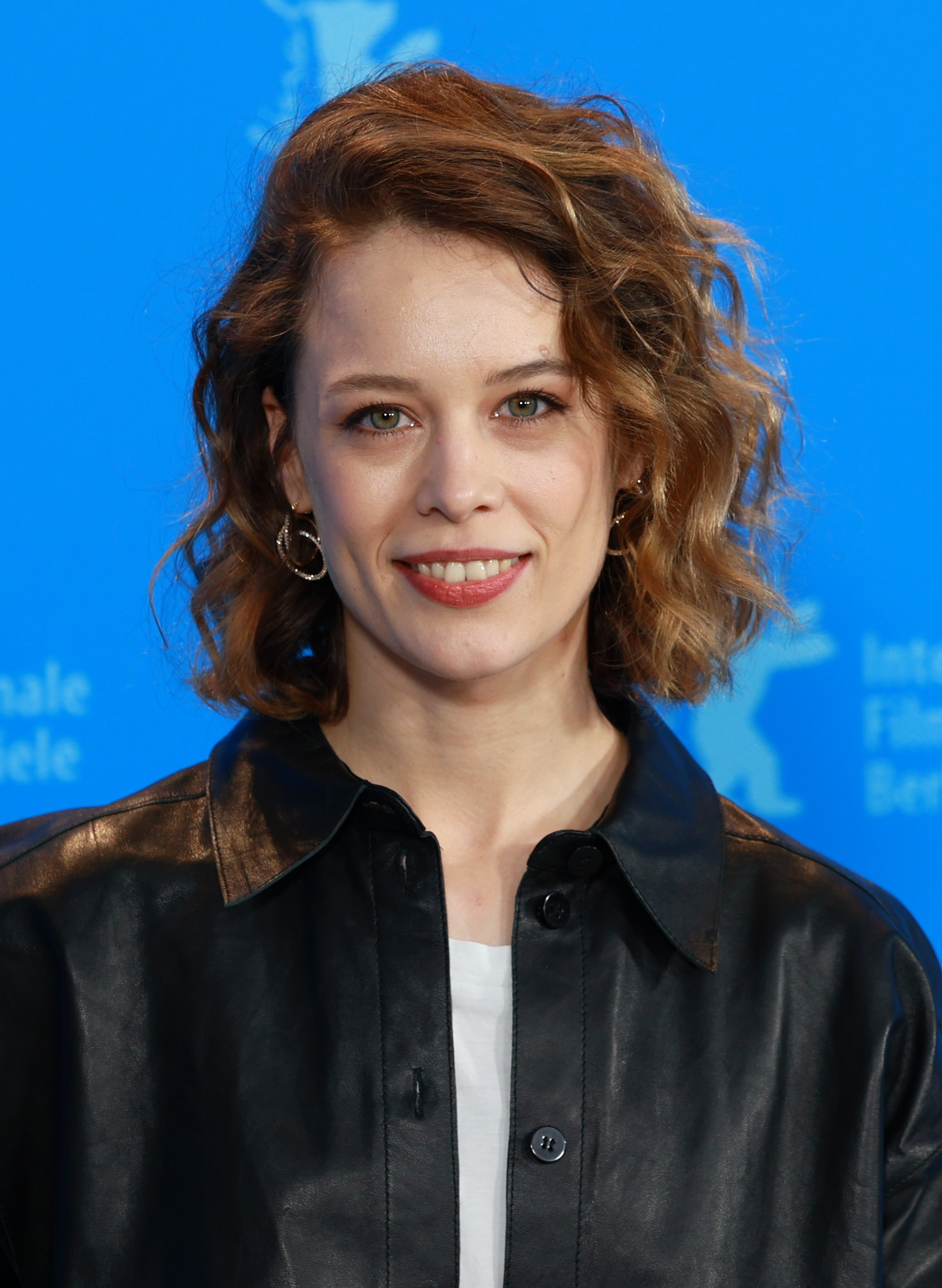
Paula Beer (2023)
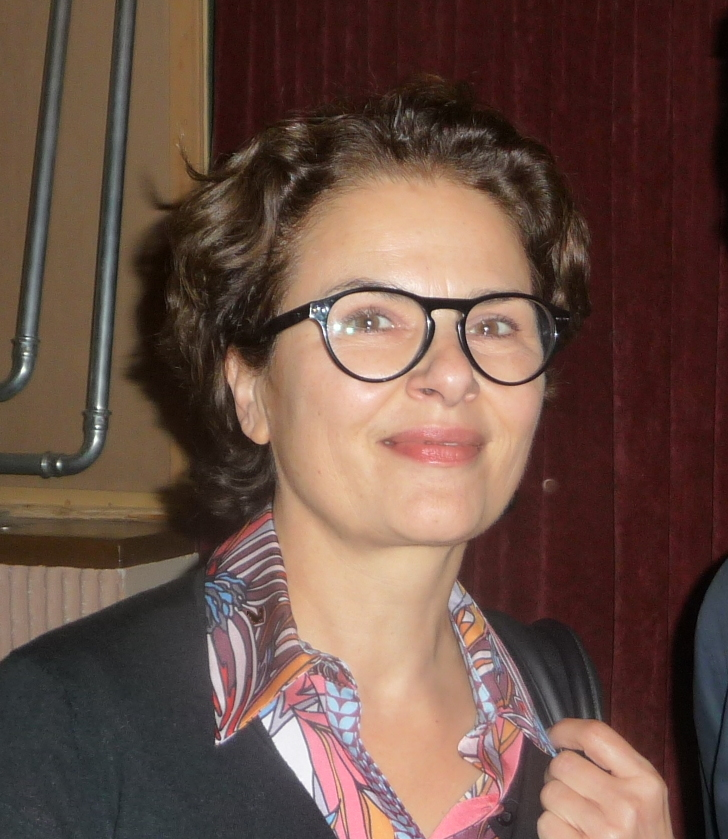
Barbara Auer (2018)
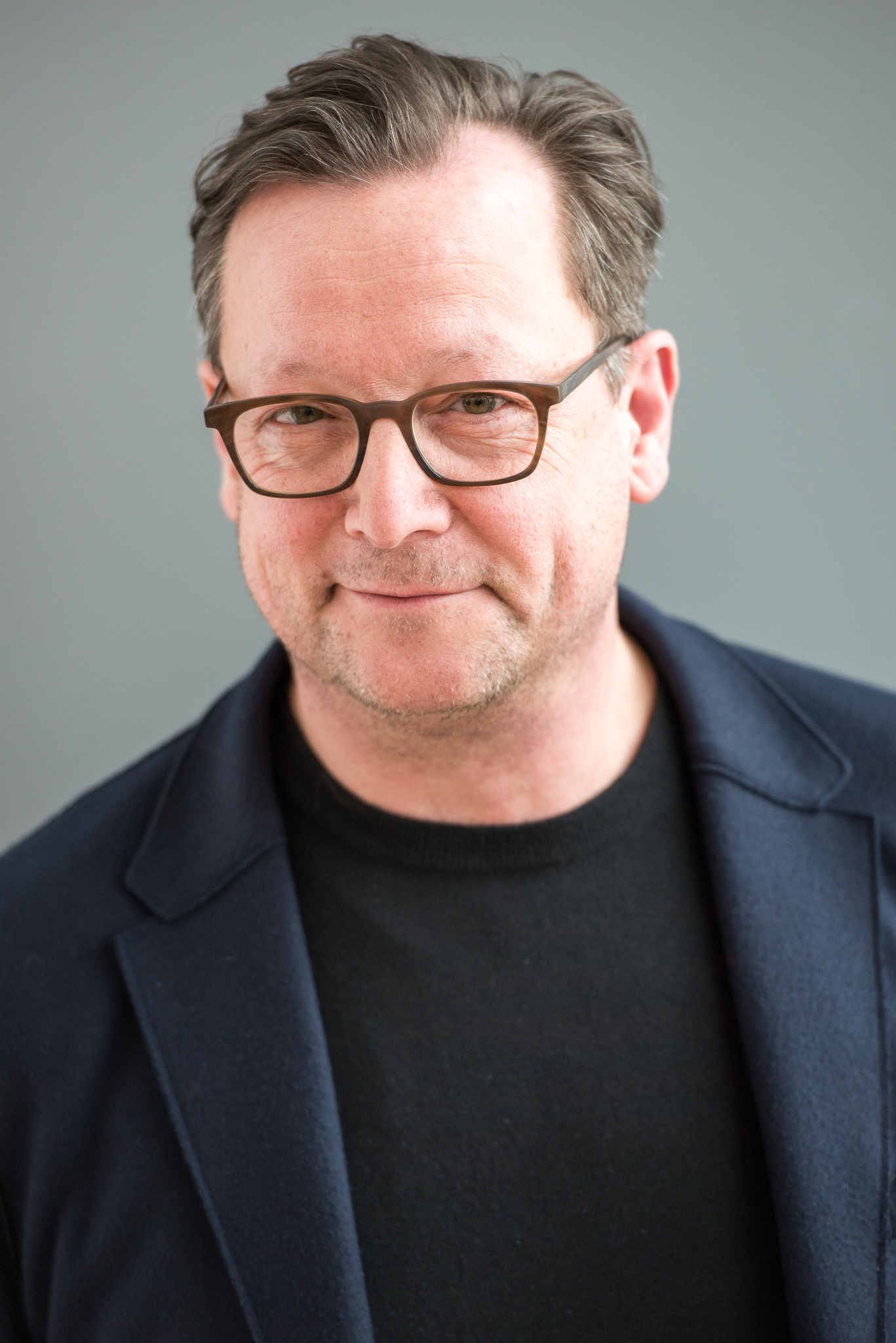
Matthias Brandt (2016)

Die Dreharbeiten fanden von Ende August bis Anfang Oktober 2024 in Berlin und Brandenburg (Uckermark) statt. Für die Kamera war Petzolds langjähriger Weggefährte Hans Fromm verantwortlich, für den Schnitt erneut Bettina Böhler.
Als Koproduzenten waren das ZDF und Arte beteiligt. Weitere Unterstützung erhielt das Filmprojekt von der Filmförderungsanstalt (Drehbuchförderung: 30.000 Euro, Produktionsförderung: 351.000 Euro), der Beauftragten der Bundesregierung für Kultur und Medien (500.000 Euro), dem Deutschen Filmförderfonds (693.225 Euro) und dem Medienboard Berlin-Brandenburg (500.000 Euro).

## Veröffentlichung
Die Premiere von Miroirs No. 3 (englischsprachiger Titel: Mirrors No. 3) fand am 17. Mai 2025 im Rahmen der Internationalen Filmfestspielen in Cannes statt. Dort wurde Petzolds Regiearbeit in die unabhängig vom Festival veranstaltete Nebenreihe Quinzaine des Cinéastes aufgenommen. Die deutsche Erstaufführung erfolgte am 3. Juli 2025 beim Filmfest München.
Am 2. Oktober 2025 soll Miroirs No. 3 im Verleih von Piffl Medien regulär in den deutschen Kinos anlaufen. Das Unternehmen ist seit dem Jahr 2000 wiederholt als Distributeur von Petzolds Filmen in Erscheinung getreten. Ursprünglich war eine Premiere auf der Berlinale 2025 geplant, die Produktion konnte aber nicht rechtzeitig zum Festival fertiggestellt werden. Petzolds drei vorangegangene Filme Transit (2018), Undine (2020) und Roter Himmel (2023) waren jeweils im Hauptwettbewerb der Berlinale uraufgeführt worden.
Noch vor Produktionsbeginn sicherte sich Metrograph Pictures die Verleihrechte für Nordamerika. Um die internationalen Verwertungsrechte kümmert sich das Vertriebsunternehmen The Match Factory.